# Удружење грађана „Панонке” Панчево
Удружење грађана „Панонке” једно је од удружења у Панчеву, налази се у улици Светог Саве 10. 

## Историјат
Удружење грађана „Панонке” је основано 2008. године са циљем афирмације женског стваралаштва кроз очување и неговање старих заната и традиционалних техника израде рукотворина. Проучавају разноликост фолклорних мотива, традиционално стваралаштво и рукотворине етничких заједница, комбинују их при изради сувенира, предмета за опремање ентеријера, одевних предмета и пословног поклона. Одржавају обуке за ткање, пустовање, нец, пачворк, шивење, вез – златовез, плетење и хеклање, организују изложбе, учествују на манифестацијама, баве се хуманитарним радом, стручно се усавршавају и активно учествују на семинарима и округлим столовима. Сарађују са Националном службом за запошљавање, Филијалом Панчево, институцијама за рад са рањивим и ризичним групама, сродним институцијама и другим. Њихов рад подржава Град Панчево, Секретаријат за јавне службе и социјална питања, Секретаријат за пољопривреду, село и рурални развој и Секретаријат за привреду, Амбасада Краљевине Норвешке у Србији, Покрајинска влада Војводине, Покрајински секретаријат за привреду, запошљавање и равноправност полова и Покрајински секретаријат за здравство, социјалну политику и демографију.
Године 2015. су реализовали пројекат „Традиционална Банатска шара” и „Лиценцирање радионица за рукотворине”, а 2018. су учествовали у UN Women пројекту „OНAснаживање” Фондације Б92 и Смарт колектива. Излагали су на Паприкијади у Банатском Брестовцу, Музичко еколошком фестивалу Green days у Панчеву и Међународном сајму „Здраво–Домаће–Природно” у Зајечару 2015, манифестацији „Штрудлијада” у Долову 2015. и 2018. где су освојили прво место за најлепше уређени штанд, Новогодишњем базару у Панчеву 2018. и другим догађајима. Од 23. до 29. новембра 2015. су одржали основну обуку за нец технику, а марта 2018. су представили традиционалне технике грађанима Панчева у току недеље Отворених врата Дома омладине Панчево. Од 19. априла до 17. маја исте године су одржали изложбу „Панонке чувари традиције” у свечаној сали Народног музеја Панчево поводом десет година постојања Удружења. Гостовали су у емисијама „Под истим кровом”, Шареница и Жикина шареница 2018.